# James Pulteney
Pour les articles homonymes, voir Pulteney.
James Murray Pulteney, né vers 1755 et mort le 26 avril 1811, est un général britannique d'origine écossaise qui participe notamment à la guerre d'indépendance des États-Unis ainsi qu'aux guerres de la Révolution française. Il est membre du Conseil privé et occupe plusieurs fonctions politiques en parallèle de sa carrière militaire.

## Carrière militaire
En 1770, Murray reçoit sa première assignation militaire alors qu'il est encore adolescent, avec un grade de lieutenant dans le 19e régiment d'infanterie. Un an plus tard, il est élevé au rang de capitaine du 57e régiment d'infanterie. En 1772, il prend la direction de l'Europe où il passe beaucoup de temps à voyager avant de retourner auprès de son régiment en Irlande en novembre 1775. Au début de l'année suivante, il embarque pour les treize colonies afin de prendre part à la guerre d'indépendance des États-Unis. Il est blessé à la cheville au cours de la bataille de Brandywine en septembre 1777, et partage sa convalescence avec son cousin Patrick Ferguson. Peu de temps après sa remise sur pieds, il reçoit une balle dans la cuisse au cours de la bataille de White Marsh au mois de novembre.
Après avoir accédé au rang de major, Murray rejoint le 4e régiment d'infanterie dans les Antilles où il participe notamment à la bataille de Sainte-Lucie. Il est nommé lieutenant-colonel du 94e régiment d'infanterie en 1780. En 1789, après trois années en « half-pay », il est de nouveau mobilisé pour le service actif et élevé au rang de colonel en prenant le poste d'aide de camp du roi George III du Royaume-Uni. Murray est ainsi envoyé à Coblence où est regroupé l'état major des troupes alliées contre l'Armée révolutionnaire française. En avril 1793, il est détaché comme adjudant auprès de Frédéric d'York, et envoyé combattre en Flandres, ce qui lui vaut une promotion au rang de major-général au mois de décembre. En 1794, il reçoit le commandement du 18e régiment d'infanterie, et permet à ses troupes d’écraser la Rébellion irlandaise de 1798. Une année plus tard, en juin 1799, Pulteney (qui avait pris ce nom en 1794) est nommé lieutenant général avant d'être envoyé en Hollande-Septentrionale pour prendre part à l'invasion anglo-russe de la Hollande. L'année suivante, il commanda l'expédition de Ferrol en prenant la mer pour Gibraltar, avant de retourner en Angleterre. En 1808, il accède au rang de général.

## Carrière politique
En 1790, il est nommé à la Chambre des communes du Royaume-Uni en tant que Député, poste qu'il occupe jusqu'à sa mort en 1811. Murray-Pulteney est par la suite nommé au Conseil privé en 1807, lorsqu'il est nommé au poste de Secretary at War qu'il occupe pendant deux ans.